# Касина Валсасина
Касина Валсасина (итал. Cassina Valsassina) је насеље у Италији у округу Леко, региону Ломбардија.
Према процени из 2011. у насељу је живело 451 становника. Насеље се налази на надморској висини од 852 м.

## Становништво
| 1936. | 1951. | 1961. | 1971. | 1981. | 1991. | 2001. | 2011. |
| ----- | ----- | ----- | ----- | ----- | ----- | ----- | ----- |
| 374   | 387   | 352   | 359   | 397   | 437   | 457   | 470   |